# Hoshang Merchant
Hoshang Merchant (* 1947 in Mumbai) ist ein indischer Autor, Dichter und Lehrer.

## Leben
Merchant besuchte das St. Xavier’s College in Mumbai. Seinen Master erreichte er in Anglistik am Occidental College in Los Angeles. Er studierte die Literaturfachgebiete Renaissance und Modernismus und 1981 erlangte er den PhD mit einer Dissertation über Anaïs Nin an der Purdue University. Nach seinem Studium unterrichtete Merchant in Heidelberg, in Jerusalem und im Iran. Seit Mitte der 1980 lebt er in Hyderabad, wo er Englisch an der University of Hyderabad unterrichtet. Als Autor verfasste Merchant 13 Gedichtsammlungen sowie zwei Bände mit Literaturkritiken. Merchant ist Herausgeber der ersten indischen Anthologie mit homosexuellen Inhalt: Yaraana: Gay Writing from India.

## Werke (Auswahl)

### Poesie
- 1989: Flower to Flame, (Delhi: Rupa & Co.)
- 1989: Stone to Fruit, (Calcutta: Writers Workshop)
- 1991: Yusuf in Memphis, (Calcutta: Writers Workshop)
- 1992: Hotel Golkonda: Poems 1991, (Calcutta: Writers Workshop)
- 1995: The Home, the Friend and the World, (Calcutta: Writers Workshop)
- 1995: Jonah and the Whale (Calcutta: Writers Workshop)
- 1996: Love's Permission, (Calcutta: Writers Workshop)
- 1996: The Heart in Hiding, (Calcutta: Writers Workshop)
- 1997: The Birdless Cage, (Calcutta: Writers Workshop)
- 1997: Talking to the Djinns, (Calcutta: Writers Workshop)
- 1999: Selected Poems, (Calcutta: Writers Workshop)
- 2004: Bellagio Blues, (Hyderabad: Otherwise Books, Spark-India)
- 2005: Homage to Jibanananda Das, (Contemporary World Poetry Series, London: Aark Arts)